# Podarcis waglerianus
Espèce
Synonymes
- Lacerta wagleriana marettimensis Klemmer, 1956

Statut de conservation UICN

 LC  : Préoccupation mineure
Podarcis waglerianus ou Lézard sicilien est une espèce de sauriens de la famille des Lacertidae.

## Répartition
Cette espèce est endémique de la région italienne de la Sicile.

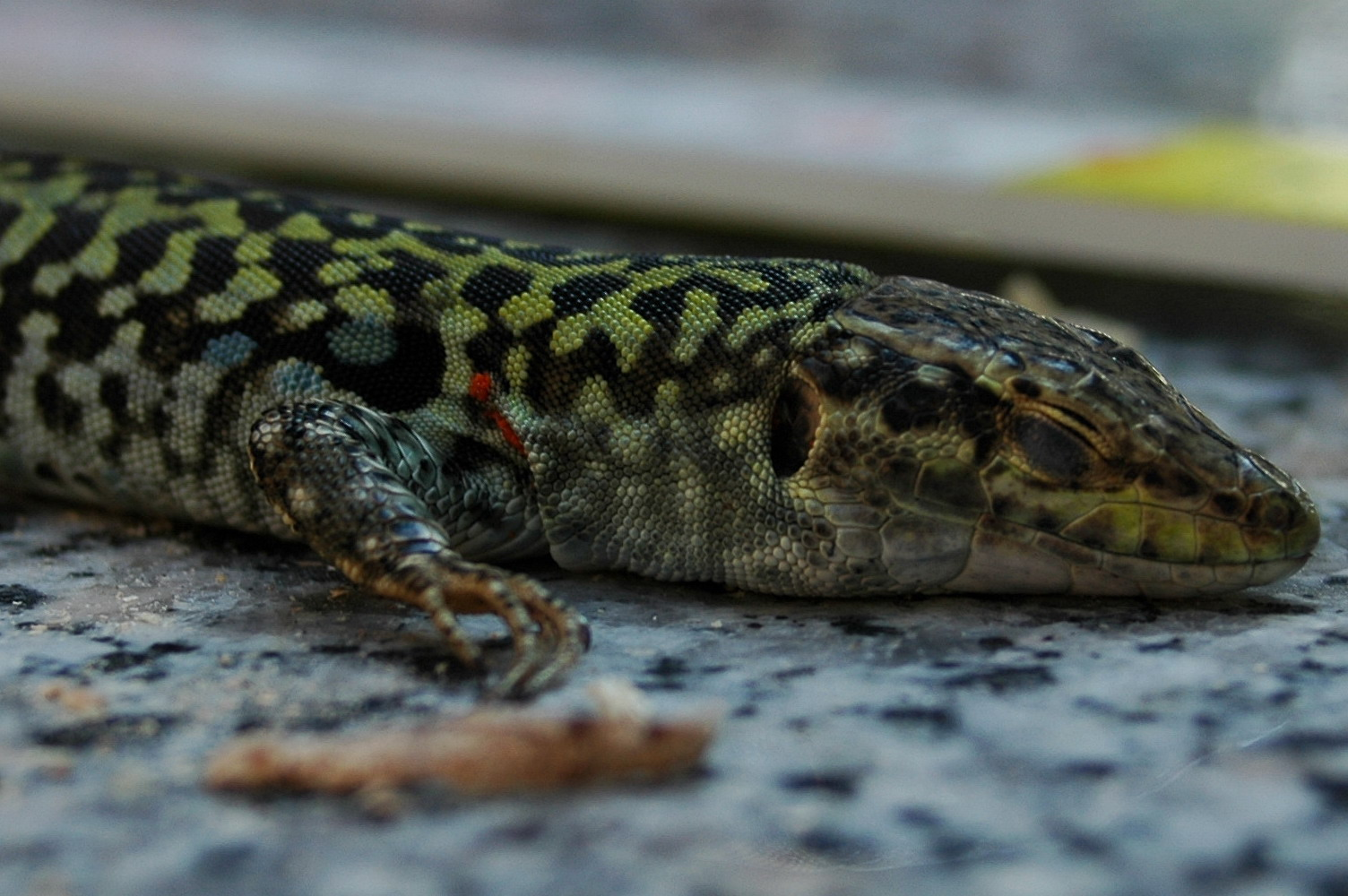

## Étymologie
Cette espèce est nommée en l'honneur du zoologiste Johann Georg Wagler.

## Publication originale
- Gistel, 1868 : Die Lurche Europas. Ein Beitrag zur Lehre von der geographischen Verbreitung derselben.  Blick in das Leben der Natur und des Menschen. Ein Taschenbuch zur Verbreitung gemeinnütziger Kenntniss insebesondere des Natur-, Länder- und Völkerkunde, Künste und Gewerbe. Gb. Wartig, Leipzig, p. 144-167.